# メリヤス

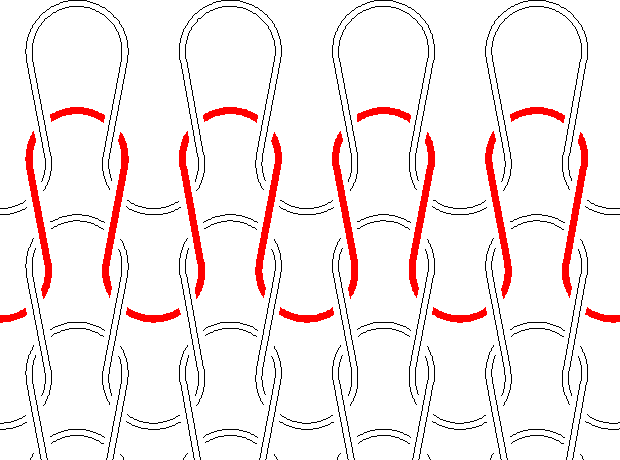
編目の構造

メリヤス（莫大小・目利安）とは、編み物（ニット）の古い呼び名。
メリヤス編み（平編み・天竺編み）で編んだニット生地、またはそれらの生地を使用した製品を指す。伸縮性に優れ、靴下類や下着類、手袋や帽子など日常衣類の多くに利用されている。

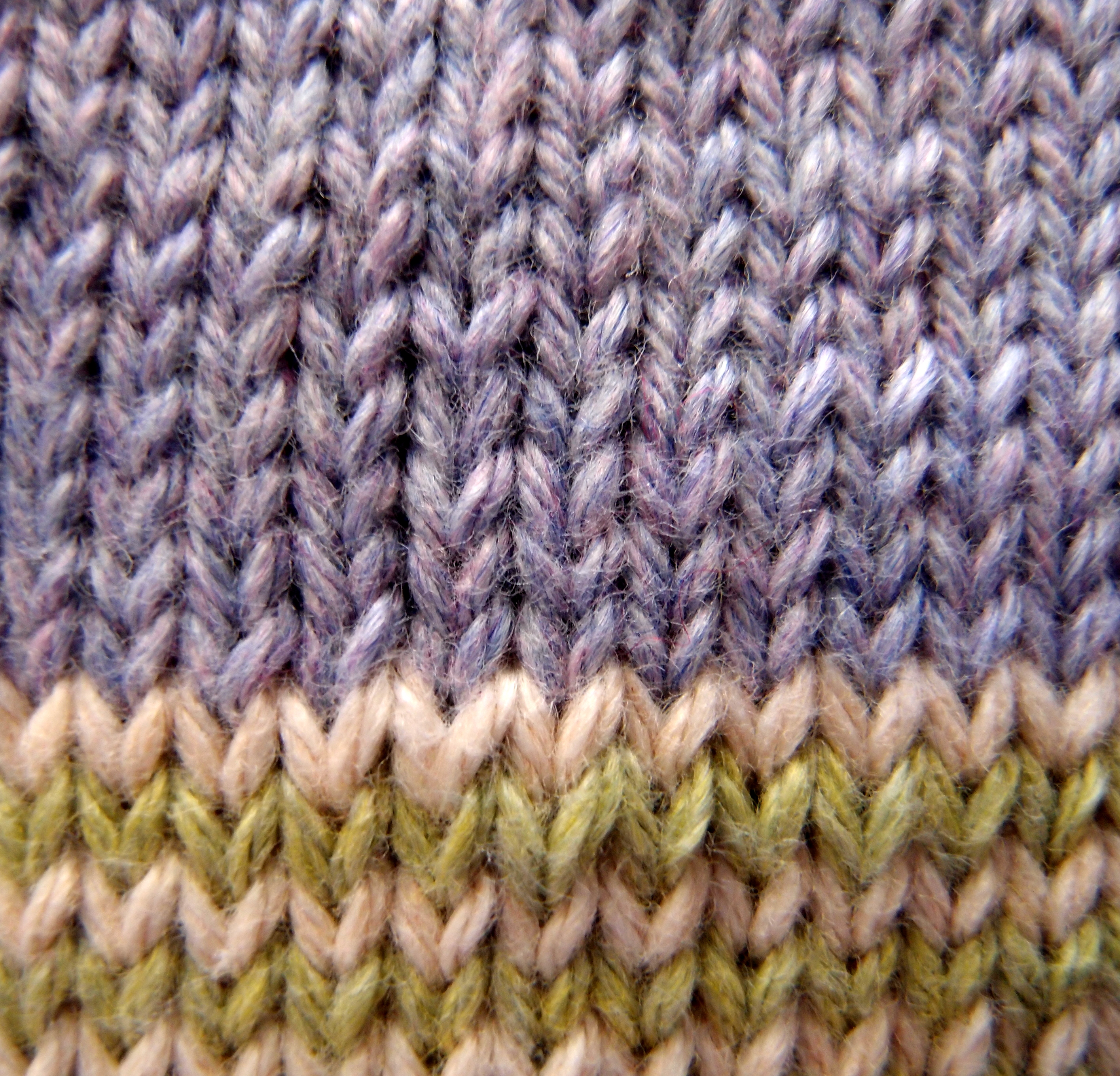
表メリヤス編み
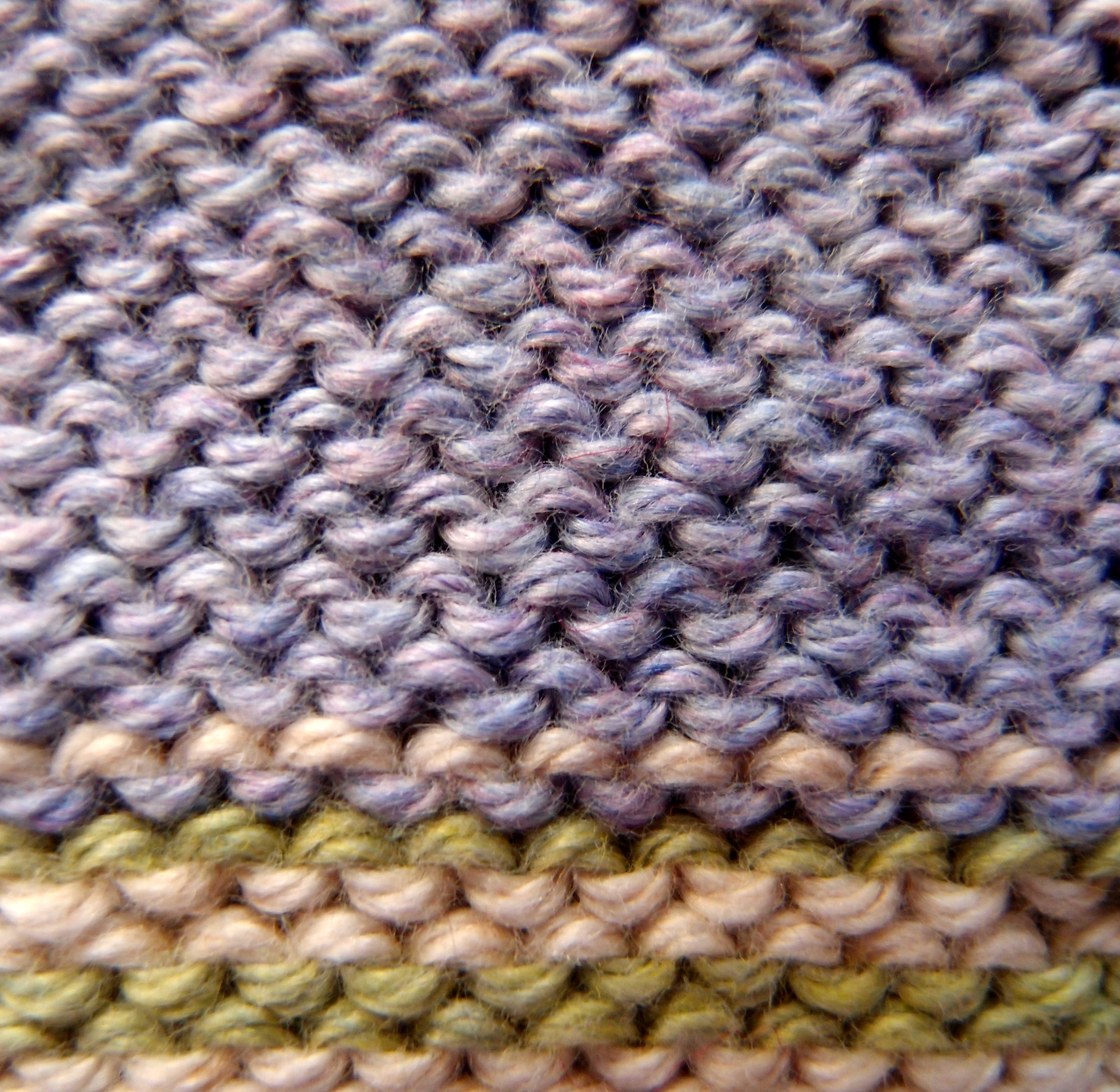
裏メリヤス編み

1本または数本の糸を輪の形にした輪奈（わな、loop）の中に次の輪奈を入れることを順次繰り返し、布状に編む。編み目形状により表メリヤス編みと裏メリヤス編みの2種類があり、編み目を作る編み針の糸の供給方向により緯メリヤス（横メリヤス）と経メリヤス（縦メリヤス）の2種類がある。
日本では編み物の伝統が弱く、17世紀後半の延宝 - 元禄年間（1673年 - 1704年）に、スペインやポルトガルなどから靴下などの形で編地がもたらされた。そこで、ポルトガル語やスペイン語で「靴下」を意味するポルトガル語の「メイアシュ」（meias）やスペイン語の「メディアス」（medias）から転訛した「メリヤス」が、編み物全般を指すようになった。「莫大小」という漢字は、伸縮性があり「大小がない」こととする説がある。主に、武士が殿中に出仕する際の足袋を作る技法として一部武士から庶民にも広まった。
1950年代までは、機械編みによる薄地の編物全般、肌着・靴下などの伸縮性を求める衣類全般、または伸縮する生地を広く「メリヤス」と呼んだ。その後、編地の衣料が一般的になったうえ、英語などから借りた衣服関連の新たな外来語が多く使われるようになり、現代ではメリヤス（編み）という用語は主に肌着に用いられ、編地全般はニット、アウターのカジュアルウェアはジャージーと言われる。そのうち、経編のニットについては「トリコット」とも称される。